# Тактикон
Тактикони (грчки: τακτικά) су били византијски спискови царских службеника у којима се, према одређеном хијерархијском редоследу, набрајају функције и почасне титуле разних дворских, покрајинских и војних достојанственика и чиновника.

## Историја
У тактиконима се ређају дворски, цивилни, војни, црквени и други достојанственици и чиновници, од највиших до најнижих, подељени у класе у зависности од тога које титуле носе. Тако постоје класе патрикија и протоспатара, спатарокандидата, спатара, хипата и стратора и других нижих чинова. Изузетак је неколицина највиших великодостојника који по рангу долазе одмах испод цара, али долазе пре достојанственика прве класе (нпр. цезар, нобелисимос, куропалат). Тактиконе саставља церемонијал-мајстор и они му служе као упутство који достојанственик где треба седети за царском трпезом. Седиште је зависило од њиховог ранга. 
Филотејев Клитерологион се састоји од четири дела. У првом се налази списак титула, високих и мањих функција, списак евнука и функције одређене само за евнухе. У другом и трећем делу налазе се спискови достојанственика по којима је атриклин уводио појединце у салу за банкете. У четвртом делу су разна упутства за царске банкете приликом празника (када кога треба позивати, како су обучени и сл). Филотејев Клиторологион, као и остали тактикони, разликује почасне титуле које је цар додељивао на неодређено време (док дотични не добије вишу титулу или му је одузета из посебних разлога) и титуле којима је био одређен правни положај појединца у дворској хијерархији, од функција на двору, у војсци, у управном апарату, у цркви итд. на које су појединци именовани на одређено време. Промене које су настале у титулатури и увођење нових функција огледа се у списковима. Они због тога представљају значајну грађу за историју цивилне, војне и државне управе, као и за развитак титулатуре у Византијском царству. 

## Сачувани тактикони
- Тактикон Успенског (састављен између 845. и 856. године)
- Филотејев Клиторологион (састављен септембра 899. године)
- Тактикон Бенешевича (састављен између 921. и 927. године)
- Ескоријалски тактикон (састављен између 971. и 975. године)